# Oxystigma oxyphyllum
Oxystigma oxyphyllum là một loài thực vật có hoa trong họ Đậu. Loài này được (Harms) Leonard miêu tả khoa học đầu tiên.